# Carolina Salgado
Carolina Salgado (Vila Nova de Gaia, 14 de Março de 1977) é uma figura pública portuguesa. Tornou-se conhecida como companheira do presidente do Futebol Clube do Porto, Jorge Nuno Pinto da Costa entre 2003 e 2006.

## Biografia
Depois da separação dos dois, Carolina publicou um livro controverso, recorde de vendas, Eu, Carolina em Dezembro 2006, apresentando alguns segredos do futebol português e revelando detalhes de seu relacionamento com o presidente do Futebol Clube do Porto. Entre as revelações mais polêmicas, estava o caso de agressão ao ex-vereador da Câmara de Gondomar, Ricardo Bexiga, que teria denunciado a investigação conhecida como Apito Dourado. Em 25 de Janeiro de 2005, Ricardo Bexiga foi agredido por dois homens encapuzados na altura em que saía do seu escritório e se dirigia para o parque de estacionamento da Alfândega, no Porto. Carolina Salgado afirmou que as agressões foram perpetradas a mando de Jorge Nuno Pinto da Costa. A ex-companheira do presidente do FC Porto sustentou no livro que, a pedido de Pinto da Costa, entregou aos dois alegados agressores dez mil euros. Um inquérito-crime relacionado com este episódio acabou por ser arquivado.
Baseado no livro que Carolina escreveu foi feito o filme Corrupção, que conta com Margarida Vila-Nova no papel de Carolina, e Nicolau Breyner, num papel semelhante ao presidente do Futebol Clube do Porto.
Em 2013 participa no reality show  Big Brother VIP, o que terá provocado a irritação do presidente do Futebol Clube do Porto, Pinto da Costa.